# Armin Hodžić
Pour les articles homonymes, voir Hodžić.
Armin Hodžić, né le 17 novembre 1994 à Sarajevo en Bosnie-Herzégovine, est un footballeur international bosnien, qui évolue au poste d'attaquant au MOL Vidi FC en Hongrie.

## Biographie

### Carrière en club
Armin Hodžić dispute huit matchs en Ligue des champions, pour deux buts inscrits. 

### Carrière internationale
Armin Hodžić compte deux sélections avec l'équipe de Bosnie-Herzégovine depuis 2016,. 
En octobre 2015, il est convoqué pour la première fois en équipe de Bosnie-Herzégovine par le sélectionneur national Mécha Baždarević, pour les matchs des éliminatoires de l'Euro 2016 contre le pays de Galles et la Chypre mais n'entre pas en jeu.
Le 29 mai 2016, il honore sa première sélection contre l'Espagne en amical. Il commence la rencontre comme titulaire, et sort du terrain à la 57e minute de jeu, en étant remplacé par Haris Duljević. Le match se solde par une défaite 3-1 des Bosniens.

## Palmarès
- Avec le Željezničar Sarajevo
  - Champion de Bosnie-Herzégovine en 2013

- Avec le Dinamo Zagreb
  - Champion de Croatie en 2015, 2016 et 2018
  - Vainqueur de la Coupe de Croatie en 2015,  2016 et 2018

## Statistiques
| Saison                | Club                        | Championnat           | Championnat | Championnat | Coupe(s) nationale(s) | Coupe(s) nationale(s) | Compétition(s) continentale(s) | Compétition(s) continentale(s) | Compétition(s) continentale(s) | Bosnie-H. | Bosnie-H. | Total | Total |
| Saison                | Club                        | Division              | M.          | B.          | M.                    | B.                    | Comp.                          | M.                             | B.                             | M.        | B.        | M.    | B.    |
| 2012-2013             | Željezničar Sarajevo (prêt) | Premijer Liga         | 17          | 4           | 5                     | 0                     | C1                             | 0                              | 0                              | -         | -         | 22    | 4     |
| 2013-2014             | Željezničar Sarajevo (prêt) | Premijer Liga         | 28          | 14          | 4                     | 1                     | C1                             | 2                              | 0                              | -         | -         | 34    | 15    |
| Sous-total            | Sous-total                  | Sous-total            | 45          | 18          | 9                     | 1                     | -                              | 2                              | 0                              | -         | -         | 56    | 19    |
| 2014-2015             | Dinamo Zagreb               | Prva HNL              | 6           | 1           | 3                     | 1                     | C1+C3                          | 0+0                            | 0+0                            | -         | -         | 9     | 2     |
| 2015-2016             | Dinamo Zagreb               | Prva HNL              | 24          | 13          | 4                     | 3                     | C1                             | 6                              | 2                              | 2         | 0         | 36    | 18    |
| Sous-total            | Sous-total                  | Sous-total            | 30          | 14          | 7                     | 4                     | -                              | 6                              | 2                              | 2         | 0         | 45    | 20    |
| Total sur la carrière | Total sur la carrière       | Total sur la carrière | 75          | 32          | 16                    | 5                     | -                              | 8                              | 2                              | 2         | 0         | 101   | 39    |